# Cô dâu Thủy Thần (phim truyền hình)
Cô dâu Thủy Thần (Hangul: 하백의 신부 2017; RR:Habaekui Shinboo 2017; lit.Bride of Habaek 2017)là một bộ phim truyền hình Hàn Quốc được chuyển thể từ bộ truyện tranh nổi tiếng cùng tên, truyện kể về câu chuyện tình yêu lãng mạn nhưng cũng đầy bi kịch của cô gái Soah và Thủy Thần Habaek. Bộ phim được chấp bút bởi nhà biên kịch Jung Yoon Jung – "mẹ đẻ" của "MiSaeng (Mùi đời)" và đạo diễn sẽ là Kim Byung Soo – nhà sản xuất của "Nine".
Bộ phim có sự tham gia của Shin Se-kyung, Nam Joo-hyuk, Lim Ju-hwan, Krystal Jung và Gong Myung, được phát sóng trên kênh truyền hình tvN vào mỗi thứ Hai và thứ Ba hàng tuần vào lúc 20h (KST), bắt đầu từ ngày 3 tháng 7 năm 2017.

## Nội dung
Cô Dâu Thủy Thần được chuyển thể từ bộ truyện tranh cùng tên của tác giả Yoon Mi Kyung bao gồm 24 tập truyện, lấy bối cảnh thế giới trong tưởng tượng. Ngôi làng nọ vốn bị hạn hán lâu năm nên dân chúng liên tục phải lập đàn thờ cúng thần nước. Vì muốn cứu sống dân trong, một cô gái trẻ tên là So Ah (Shin Se-kyung) quyết định đồng ý trở thành vợ của thần nước Ha Baek (Nam Joo-hyuk). Cũng từ đây, những câu chuyện, biến cố lần lượt xảy ra.

## Diễn viên

### Vai chính
- Shin Se-kyung vai So-ah[3]

Là một bác sĩ thần kinh có tuổi thơ bất hạnh, phải gồng gánh món nợ khổng lồ của cả gia đình. Cô cũng là người được chọn làm tân nương của Thủy thần.
- Nam Joo-hyuk vai Ha Baek[3]

Là hiện thân của Thủy Thần, người có thể gọi mưa. Anh là có hình dạng đàn ông vào ban đêm, nhưng bị dính lời nguyền trở thành một người trẻ tuổi vào buổi sáng.
- Lim Ju-hwan vai Hoo-ye[4]

Là CEO của 1 resort. Anh có ấn tượng không tốt khi lần đầu gặp So-ah. Tuy nhiên, sau đó anh bắt đầu rơi vào lưới tình của cô.
- Krystal Jung vai Moo-ra[3]

Là nữ thần đã sống với hình dạng con người được hơn trăm năm nay. Cô trở thành một nữ diễn viên nhờ vẻ đẹp của mình. Cô rất yêu Habaek, chính vì vậy cô vô cùng ganh tỵ với Soah.
- Gong Myung vai Bi-ryum[3]

Là Thần Gió và là người luôn hỗ trợ cặp đôi Ha Baek và So-ah. Anh rất yêu Moo-ra mặc dù biết cô chỉ yêu mỗi mình Ha Baek. Anh có một tính cách vô cùng hòa nhã với mọi người. Tuy nhiên anh sẽ nổi điên nếu Moo-ra gặp chuyện.

### Khách mời
- Kang Ha-neul[4]
- Yang Dong-geun
- Jeon So-min trong vai bệnh nhân điều trị tâm lí (tập 4)

## Nhạc phim

### OST Phần 1
| STT              | Nhan đề                             | Nghệ sĩ          | Thời lượng |
| ---------------- | ----------------------------------- | ---------------- | ---------- |
| 1.               | "The Reason Why" (이렇게 좋은 이유) | Yang Da-il       | 04:08      |
| 2.               | "The Reason Why" (Inst.)            |                  | 04:08      |
| Tổng thời lượng: | Tổng thời lượng:                    | Tổng thời lượng: | 08:16      |

### OST Phần 2
| STT              | Nhan đề                | Nghệ sĩ          | Thời lượng |
| ---------------- | ---------------------- | ---------------- | ---------- |
| 1.               | "Glass Bridge"         | Savina & Drones  | 04:26      |
| 2.               | "Glass Bridge" (Inst.) |                  | 04:26      |
| Tổng thời lượng: | Tổng thời lượng:       | Tổng thời lượng: | 08:52      |

### OST Phần 3
| STT              | Nhan đề                   | Nghệ sĩ          | Thời lượng |
| ---------------- | ------------------------- | ---------------- | ---------- |
| 1.               | "The Day I Dream"         | Kassy            | 03:17      |
| 2.               | "The Day I Dream" (Inst.) |                  | 03:17      |
| Tổng thời lượng: | Tổng thời lượng:          | Tổng thời lượng: | 06:34      |

### OST Phần 4
| STT              | Nhan đề           | Nghệ sĩ          | Thời lượng |
| ---------------- | ----------------- | ---------------- | ---------- |
| 1.               | "Pop Pop"         | Kim E-Z          | 03:31      |
| 2.               | "Pop Pop" (Inst.) |                  | 03:31      |
| Tổng thời lượng: | Tổng thời lượng:  | Tổng thời lượng: | 07:02      |

### OST Phần 5
| STT              | Nhan đề                         | Nghệ sĩ          | Thời lượng |
| ---------------- | ------------------------------- | ---------------- | ---------- |
| 1.               | "Reminds Me of" (생각이 납니다) | Junggigo         | 04:07      |
| 2.               | "Reminds Me of" (Inst.)         |                  | 04:07      |
| Tổng thời lượng: | Tổng thời lượng:                | Tổng thời lượng: | 08:14      |

### OST Phần 6
| STT              | Nhan đề                      | Nghệ sĩ          | Thời lượng |
| ---------------- | ---------------------------- | ---------------- | ---------- |
| 1.               | "Without You" (니가 없는 날) | Lucia            | 04:00      |
| 2.               | "Without You" (Inst.)        |                  | 04:00      |
| Tổng thời lượng: | Tổng thời lượng:             | Tổng thời lượng: | 08:00      |

## Tỉ lệ người xem
Trong bảng dưới, hạng bên dưới được lấy từ phần trăm người xem tại Hàn Quốc, các con số màu xanh đại diện cho chỉ số xếp hạng thấp nhất và con số màu đỏ đại diện chỉ số xếp hạng cao nhất.
| Tập        | Ngày lên sóng       | Tỉ lệ người xem trung bình | Tỉ lệ người xem trung bình | Tỉ lệ người xem trung bình |
| Tập        | Ngày lên sóng       | AGB Nielsen Ratings        | AGB Nielsen Ratings        | TNmS Ratings               |
| Tập        | Ngày lên sóng       | Cả nước                    | Vùng thủ đô Seoul          | TNmS Ratings               |
| ---------- | ------------------- | -------------------------- | -------------------------- | -------------------------- |
| 1          | 3 tháng 7 năm 2017  | 3.660%                     | 4.052%                     | 3.2%                       |
| 2          | 4 tháng 7 năm 2017  | 3.259%                     | 3.875%                     | 3.1%                       |
| 3          | 10 tháng 7 năm 2017 | 2.923%                     | 3.173%                     | 3.2%                       |
| 4          | 11 tháng 7 năm 2017 | 3.467%                     | 3.617%                     | 3.3%                       |
| 5          | 17 tháng 7 năm 2017 | 3.106%                     | 3.902%                     | 3.1%                       |
| 6          | 18 tháng 7 năm 2017 | 3.637%                     | 4.047%                     | 3.5%                       |
| 7          | 24 tháng 7 năm 2017 | 2.860%                     | 3.574%                     | 2.8%                       |
| 8          | 25 tháng 7 năm 2017 | 3.474%                     | 3.848%                     | 3.1%                       |
| 9          | 31 tháng 7 năm 2017 | 3.091%                     | 3.146%                     | 2.8%                       |
| 10         | 1 tháng 8 năm 2017  | 3.235%                     | 3.584%                     | 3.1%                       |
| 11         | 7 tháng 8 năm 2017  | 2.682%                     | 2.761%                     | 2.6%                       |
| 12         | 8 tháng 8 năm 2017  | 3.501%                     | 3.722%                     | 2.8%                       |
| 13         | 14 tháng 8 năm 2017 | 2.635%                     | 2.816%                     | 2.8%                       |
| 14         | 15 tháng 8 năm 2017 | 2.896%                     | 3.170%                     | 2.8%                       |
| 15         | 21 tháng 8 năm 2017 | 2.211%                     | 2.446%                     | 2.3%                       |
| 16         | 22 tháng 8 năm 2017 | 3.158%                     | 3.888%                     | 3.1%                       |
| Trung bình | Trung bình          | 3.112%                     | 3.476%                     | 3.0%                       |